# زينب (اسم)
زَيْنَب اسم علم مؤنث عربي، وهو اسم شجرة حسنة المنظر والرائحة، هي شجرة زَنَب.
وايضا قيل ان معنى زَيْنَب اسم مركب مكون من زَين أبً بمعنى الاب الحسن 

## تاريخيًا
لفظه التدمريون «زينوبيا». وقيل: هو يوناني الأصل: (باليونانية: ZENOBIOS)‏
معناه: الحياة الموهوبة من قبل الإله زيوس أو جوبيتر كبير الآلهة.

## أعلام
- زنوبيا ملكة تدمر والبادية في القرن الثالث الميلادي.
- زينب بنت محمد إحدى بنات الرسول محمد.
- زينب بنت جحش إحدى زوجات الرسول محمد.
- زينب بنت خزيمة إحدى زوجات الرسول محمد.
- زينب بنت علي إحدى بنات الإمام علي بن أبي طالب.
- زينب بنت إسحاق النفزاوية سيدة من شهيرات النساء الأمازيغيات في المغرب.